# Daniił Markow
Daniił Jewgienjewicz Markow, ros. Даниил Евгеньевич Марков (ur. 30 lipca 1976 w Moskwie) – rosyjski hokeista, reprezentant Rosji, dwukrotny olimpijczyk. Trener hokejowy.

## Kariera zawodnicza
- Spartak Moskwa (1993–1997)
- St. John’s Maple Leafs (1997–1998)
- Toronto Maple Leafs (1997–2001)
- Phoenix Coyotes (2001–2003)
- Carolina Hurricanes (2003)
- Philadelphia Flyers (2003–2004)
- Witjaź Podolsk (2004–2005)
- Nashville Predators (2005–2006)
- Detroit Red Wings (2006–2007)
- Dinamo Moskwa (2007–2010)
- Witiaź Czechow (2010–2013)
  -  SKA Sankt Petersburg (2011)
  -  Mietałłurg Magnitogorsk (2012)
- CSKA Moskwa (2013)

Od 2010 zawodnik Witiazia Czechow (był kapitanem drużyny). W 2011 i 2012 pod koniec rund zasadniczych sezonu KHL trafiał tymczasowo do klubów kwalifikujących się do play-off (SKA Sankt Petersburg i Mietałłurg Magnitogorsk). W ten sam sposób pod koniec stycznia 2013 po raz trzeci opuścił Witiaź i trafił do CSKA Moskwa. Z tym klubem we wrześniu 2013 podpisał roczny kontrakt. W listopadzie umowa została rozwiązana.
Uczestniczył w turniejach mistrzostw świata 1998, 2008 oraz zimowych igrzysk olimpijskich 2002, 2006.

## Kariera trenerska
Od 10 października 2016 trener w sztabie Spartaka Moskwa.

## Sukcesy

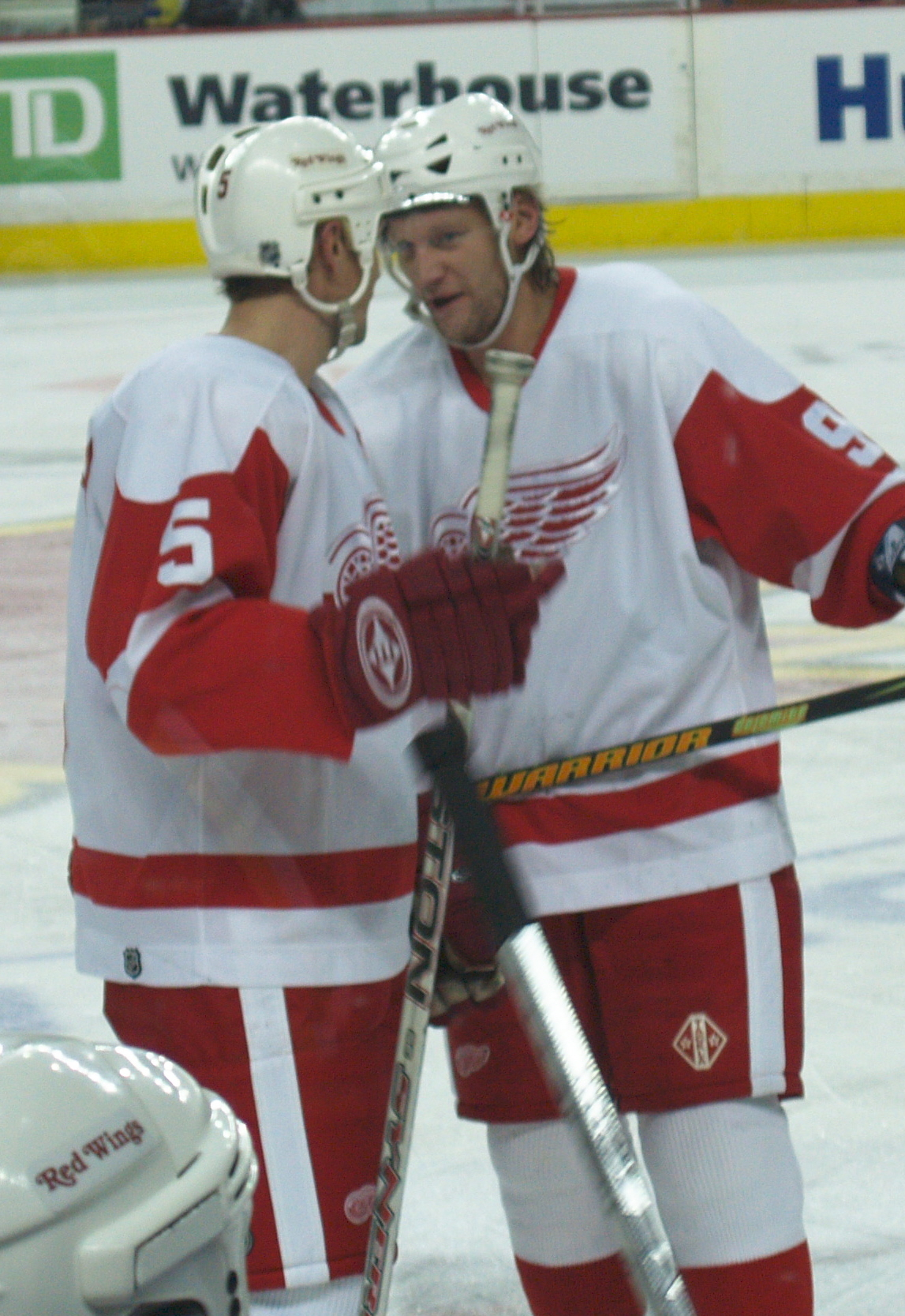
Daniił Markow (z prawej) w barwach Detroit Red Wings (2006). Obok Nicklas Lidström

Reprezentacyjne
- Brązowy medal igrzysk olimpijskich: 2002
- Złoty medal mistrzostw świata: 2008

Klubowe
- Awans do Superligi: 2005 z Witiaziem
- Srebrny medal Mistrzostw Rosji: 2009 z Dinamem
- Puchar Spenglera: 2008 z Dinamem

Indywidualne
- KHL (2008/2009):
  - Piąte miejsce w klasyfikacji strzelców wśród obrońców w fazie play-off: 3 gole
- KHL (2011/2012):
  - Piąte miejsce w klasyfikacji strzelców wśród obrońców w fazie play-off: 3 gole

Wyróżnienie
- Zasłużony Mistrz Sportu Rosji w hokeju na lodzie: 2002